# River Lochy (Orchy)
River Lochy ist ein kleiner Fluss in den westlichen Highlands von Schottland. Er entwässert westlich des Ortes Tyndrum den kleinen See Lochan na Bi in westlicher Richtung. Das Tal des River Lochy, das Glen Lochy, erstreckt sich in rund 12 km Länge nördlich der vier Munros Ben Lui, Beinn a’ Chleibh, Ben Oss und Beinn Dubhchraig. Der Fluss selbst weist eine Länge von 17,2 Kilometern auf. Auf dem weiten Talgrund mäandert das Flüsschen durch üppige Feuchtwiesen und Sümpfe. Oberhalb von Dalmally mündet das Flüsschen in den Orchy.
Die Straße A85 verläuft in geringem Abstand oberhalb des nördlichen Ufers. Ein streckenweise sumpfiger Wanderpfad verläuft direkt am Ufer; einzelne Rastplätze im Straßenverlauf bieten Zugangspfade zu diesem Weg. Wenige Hundert Meter oberhalb der Mündung überquert die Straße das Flüsschen. Auch für Paddeltouren ist der River Lochy geeignet.